# Phymoides rubromaculata
Phymoides rubromaculata är en insektsart som beskrevs av William Lucas Distant 1910. Phymoides rubromaculata ingår i släktet Phymoides och familjen Flatidae. Inga underarter finns listade i Catalogue of Life.